# Harald Jenssen-Tusch (1815-1894)
 Der er flere personer med dette navn, se Harald Jenssen-Tusch (1851-1922).
Harald Ludvig Christian Jenssen-Tusch (22. august 1815 i København – 16. oktober 1894) var en dansk officer, bror til Sophus Jenssen-Tusch og far til officeren af samme navn.

## Karriere
Han var søn af major G.F. Jenssen-Tusch og boede 1816-28 i Slesvig by, undervist af faderen, gik derpå i latinskole i Flensborg, blev landkadet 1830, sekondløjtnant 1834, kaptajn 1849, oberst 1868. Han afskedigedes 1862 på grund af svageligt helbred, men meldte sig 1863 til tjeneste, var under krigen 1864 pladskommandant i Flensborg og Faaborg og 1868-72 oberst i forstærkningen samt bataljonschef ved Bornholms Væbning.

## Bog om plantenavne
I 1853-54 gjorde han en rejse i Tyskland og Frankrig af helbredshensyn. Foruden nogle militære skrifter og oversættelser fra og til tysk og fransk udgav han 1867-70, med understøttelse af det danske Videnskabernes Selskab, 1. del af Folkelige Plantenavne i forskjellige evropæiske Sprog, indeholdende: Nordiske Plantenavne. Til fortsættelse heraf gjorde han siden den tid uafbrudt studier og indsamlinger fra nordiske, germanske og romanske sprog.
Jenssen-Tusch ægtede 1849 Emma Henriette Morville (11. september 1825 - 16. februar 1855), datter af
amtsforvalter Morville i Viborg, og 1856 Christine Sophie Jürgensen (22. september 1830 - 1901), datter af sognepræst P. Jürgensen i Oksevad; fra den sidste blev han separeret 1862 og skilt 1871. Han døde 16. oktober 1894.